# Methone dorine
Methone dorine är en fjärilsart som beskrevs av Stoll 1782. Methone dorine ingår i släktet Methone och familjen Riodinidae. Inga underarter finns listade i Catalogue of Life.